# Beta ossidazione
La β-ossidazione è una via metabolica a spirale, che consente di degradare gli acidi grassi con produzione di acetil-CoA. Consiste in una serie di quattro reazioni cicliche al termine delle quali viene rilasciato un Acetil-CoA e un Acil-CoA accorciato di due atomi di carbonio. La β-ossidazione porta alla riduzione di equivalenti riducenti di FAD e NAD+.

## Reazioni
La β-ossidazione è una via metabolica che utilizza acili attivati da un coenzima A (CoASH). L'attivazione degli acili avviene nel citosol, ad opera dell'enzima Acil-CoA Sintetasi.
- Acile + CoASH + ATP → Acil-CoA + AMP + 2P + H2O

L'Acil-CoA deve essere trasportato all'interno del mitocondrio. Il trasporto avviene grazie a due enzimi, la Carnitina Acil Transferasi I (CAT I) e la Carnitina Acil Transferarsi II (CAT II). Il primo enzima è integrale di membrana della membrana mitocondriale esterna, il secondo invece della membrana mitocondriale interna. È inoltre necessario un terzo enzima, la Carnitina-Acil Carnitina Traslocasi. Tale enzima permette lo scambio di Carnitina (che andrá quindi fuori dal mitocondrio e farà ripartire il ciclo) con Acil-Carnitina, che quindi andrá incontro al CAT II. Il processo è anche noto come shuttle della carnitina.
La CAT I catalizza il trasferimento dell'acile sulla carnitina:
- Carnitina + Acil-CoA→Acilcarnitina + CoASH

L'acilcarnitina viene trasportata da uno specifico trasportatore della membrana mitocondriale interna nella matrice mitocondriale in antiporto con una molecola di carnitina già processata dalla CAT II. La CAT II ripristina l'Acil-CoA:
- Acilcarnitina + CoASH→Carnitina + Acil-CoA

Una volta trasportato nel mitocondrio avverrà la β-ossidazione, che consta nel susseguirsi di più reazioni.
La prima reazione è catalizzata dalla Acil-CoA deidrogenasi, che usa come coenzima il FAD. La reazione comporta l'ossidazione dell'Acil-CoA a trans -Δ2-enoil-CoA.
- Acil-CoA + FAD → trans-Δ2-enoil-CoA + FADH2

Il FADH2 trasferisce in seguito due elettroni ad una ETFP (Flavoproteina di Trasporto Elettronico), la quale tramite l'enzima ETF-Q ossido-riduttasi li trasferisce al CoQ, riducendolo a CoQH2.
La seconda reazione è catalizzata dalla Enoil-CoA-idratasi, che aggiunge una molecola di acqua al trans-Δ2-enoil-CoA per formare β-idrossiacil-CoA.
- trans-Δ2-enoil-CoA + H2O → β-idrossiacil-CoA.

La terza reazione è catalizzata dalla β-idrossiacil-CoA deidrogenasi che utilizza una NAD+ come coenzima. Il β-idrossiacil-CoA viene ossidato a β-chetoacil-CoA.
- β-idrossiacil-CoA + NAD+ → β-chetoacil-CoA + NADH + H+

La quarta e ultima reazione è catalizzata dalla β-chetotiolasi (chiamata anche acil-CoA acetiltransferasi), che lisa i primi due atomi di carbonio con l'aggiunta di una CoASH sul carbonio in posizione β, liberando così un Acetil-CoA. l'Acil-CoA ottenuto avrà un numero di carboni minore di due rispetto all'Acil-CoA di partenza.
- β-chetoacil-CoA + CoASH → Acetil-CoA + Acil-CoA

## Regolazione
La β-ossidazione presenta una regolazione coordinata con la sintesi degli acidi grassi. La principale regolazione avviene a livello della CAT I che è inibita dal Malonil-CoA, che è il primo intermedio della biosintesi degli acidi grassi. Inoltre la terza reazione, quella catalizzata dalla β-idrossiacil-CoA deidrogenasi è inibita da un elevato rapporto [NADH]/[NAD+].

## Resa energetica
La β-ossidazione è un processo altamente energetico, che permette la produzione di molte molecole di ATP. Ciò è dovuto al maggior stato di riduzione dei carboni degli acidi grassi rispetto ai carboni di altre molecole usate come substrati energetici come i carboidrati.
Per un acile con 16 atomi di carbonio, ovvero il palmitato che è l'acido grasso prodotto dalla biosintesi degli acidi grassi, sono necessari 7 cicli di β-ossidazione per la completa demolizione della catena. Sono quindi generate:
- 8 molecole di Acetil-CoA;
- 7 coenzimi ridotti NADH + H+;
- 7 coenzimi FADH2.

Le otto molecole di Acetil-CoA saranno utilizzate successivamente nel ciclo di Krebs, dove saranno completamente ossidate formando 16 molecole di CO2, 24 coenzimi ridotti NADH + H+, 8 coenzimi ridotti FADH2 e 8 molecole di GTP.
Con i prodotti precedenti si ha in totale:
- 31 Coenzimi ridotti NADH + H+;
- 15 coenzimi FADH2;
- 8 molecole di GTP.

La riossidazione dei coenzimi nella catena respiratoria, comporta, a seguito della fosforilazione ossidativa, la produzione di 2,5 molecole di ATP per ogni coenzima NADH + H+ e 1,5 per ogni FADH2. Nel totale si ha la produzione di 108 molecole di ATP, alle quali bisogna sottrarre le 2 molecole di ATP necessarie per la formazione dell'Acil-CoA (in quanto per riconvertire l'AMP generatosi nella fase di attivazione degli acili è necessaria un'altra molecola di ATP).
La resa energetica totale è di 106 molecole di ATP.
La resa energetica può essere calcolata per qualsiasi acile con numero di carboni pari che non presenta insaturazioni con la formula:
{\displaystyle ATP=7(C-2)+8}
dove ATP indica il numero di molecole di ATP formate e C il numero di atomi di carbonio dell'acile.

## β-ossidazione di acidi grassi insaturi
Nel caso in cui ci siano una o più insaturazioni all'interno della catena acilica la β-ossidazione subisce delle modificazioni:
- Per acidi grassi monoinsaturi (aventi un doppio legame in cis) non avviene la prima ossidazione che porta alla formazione del trans-Δ2-enoil-CoA, quando l'ossidazione riguarda i carboni coinvolti nella formazione del doppio legame; questo perché la enoil-CoA idratasi non è in grado di riconoscere il doppio legame cis (nota che i doppi legami degli acili sono in natura per la quasi totalità in posizione cis). Una enoil-CoA-isomerasi catalizza la conversione di configurazione da cis a trans, formando il trans-Δ2-enoil-CoA. L'ossidazione quindi va avanti normalmente.
- Per acidi grassi polinsaturi, a livello della prima insaturazione (sempre in posizione cis), interviene l'enoil-CoA-isomerasi, permettendo che avvenga la β-ossidazione. Dopo un ciclo intero di β-ossidazione e dopo la prima ossidazione del secondo ciclo, la seconda insaturazione viene rimossa tramite una reduttasi, la 2,4-dienoil-CoA reduttasi. L'enoil-CoA formato, con il doppio legame trans-Δ³, viene isomerizzato dalla enoil-CoA isomerasi a trans Δ², che può quindi procedere nell'ossidazione.

## β-ossidazione di acidi grassi con numero dispari di atomi di carbonio
Nella β-ossidazione di acidi grassi con un numero dispari di atomi di carbonio (2n + 1) sono necessarie altre tre reazioni per concludere la β-ossidazione. L'ultimo ciclo di β-ossidazione forma un propionil-CoA, ossia un gruppo a tre atomi di carbonio legato ad un Coenzima A.
Il propionil-CoA tramite una carbossilasi (propionil-CoA carbossilasi) viene trasformato in metilmalonil-CoA secondo la reazione:
- propionil-CoA + HCO3- + ATP → D-metilmalonil-CoA + ADP + Pi

Il D-metilmalonil-CoA viene quindi epimerizzato dalla metilmalonil-CoA epimerasi in L-metilmalonil-CoA. Questo viene quindi trasformato in succinil-CoA da una metilmalonil-CoA-mutasi, che ha come coenzima la 5'-deossiadenosilcobalanina, detta anche coenzima B12.
Il succinil-CoA è un intermedio del Ciclo di Krebs, pertanto può essere trasformato in ossalacetato, che a sua volta è anche un intermedio della gluconeogenesi.